# Kaal dwergoortje
Het kaal dwergoortje (Resupinatus applicatus) is een schimmel die behoort tot de familie Pleurotaceae. Het is de typesoort van het geslacht Resupinatus. De schimmel leeft saprotroof op rottend loofhout.

## Kenmerken
De komvormige tot convexe vruchtlichamen van de schimmel zijn 0,2 tot 0,6 cm in diameter en grijsblauw tot grijszwart van kleur. Het droge hoedoppervlak is bedekt met kleine, fijne haartjes. Het is ter hoogte van de aanhechting aan het hout niet met zwarte beharing bedekt. De paddenstoelen hebben geen steel en hebben een stevig maar gelatineus vruchtvlees. De paddenstoelen produceren een witte sporenprint.

## Microscopische kenmerken
Het hymenium is samengesteld uit basidia, hyaliene tot lichtbruine basidiolen en hyaliene cheilocystidia. De basidia zijn 4-sporig, met basale ligamenten, glazig tot lichtbruin in KOH, knotsvormig en meten 18–29 x 4,5–6 µm. De cheilocystidia zijn talrijk langs de randen van de lamellen, hyaliene, cilindrisch tot knotsvormig, met divertikels en vingerachtige uitsteeksels en meten 18-25 x 3,5-5 µm. De basidiosporen zijn hyaliene, niet-amyloïde, gladwandig, bolvormig tot halfbolvormig, met een centrale of enigszins excentrische top en meten 4,0–5,2 x 4,0–4,8 µm.

## Verspreiding
Het kaal dwergoortje is wijd verspreid en komt voor op alle continenten behalve Antarctica. In Nederland komt het algemeen voor. Het staat niet op de rode lijst en is niet bedreigd.